# ティミィ・キーナン
ティミィ・キーナン（Timmy Keenan, 1972年3月11日 - ）は、元社会人野球選手（内野手）。

## 来歴・人物
岩手県生まれ、その後家族で千葉県へ転居。成田北高では大型ピッチャーとして知られ、プロのスカウトも注目する存在だった。
高校卒業後はNTT関東へ入社して内野手に転向。大柄な体躯を生かした長打力を利して、またたく間に社会人野球を代表するスラッガーへ成長を遂げ、公式戦通算135本のホームランを打っている。
1998年限りでNTT関東がNTTグループの大統合に伴って廃部となり、NTT東日本へ転籍。NTT東日本でもクリーンアップを打って活躍を見せた。背番号は33だった。2003年シーズンをもって現役を引退。
現在はNTT東日本で社業に就くかたわら、趣味で軟式野球を楽しんでいるという。
2018年の第89回都市対抗野球大会の第3試合では、自信が監督を務める少年野球チームにも所属する長女と始球式を行った。

## エピソード
- 社会人野球での登録名は姓を先に表記する「キーナン・ティミィ」となっていた。
- NTT関東在籍3年目で社会人選手のドラフト解禁年になった1992年には、週刊ベースボール誌でプロ注目選手としてグラビアの記事になったことがある。
- アレックス・カブレラ似のルックスだったこともあって、周囲からは英語がしゃべれると思われていたが、週刊ベースボール誌のインタビューに対しては「実はオレ英語しゃべれないんスよ」と答えていた。

## 日本代表キャリア
- 第13回アジア大会（1998年）
- 四カ国対抗戦（1997年、1999年5月）

## 主な表彰・タイトル
- 社会人ベストナイン 1回（1997年）
- 第68回都市対抗野球大会打撃賞（1997年）